# Кизимовський Михайло Васильович
Кизимовський Михайло Васильович (27 вересня 1832, Чернігів — 11 квітня 1878, Полтава) — статський радник, педагог, член загальної ради, яка керувала організацією та навчально-методичною роботою недільних шкіл Полтавської губернії, перший директор Полтавського Олександрівського реального училища.

## Походження
Син чернігівського протоієрея, Василя Петровича Кизимовського та Ольги Макарівни Кизимовської (Риндовської) із старовинного дворянського роду.

Герб Домброва роду Кизимовських

Рід Кизимовських походить від козелецького сотника Гната Кизимовського (1661). Родовий герб — Домброва. Опис герба за Модзалевським: «В лазурному полі срібна підкова, кінцями донизу, а зверху неї — золотий кавалерський хрест. Такі ж хрести виходять із кінців підкови. В надшоломнику крило коршуна направлене вліво, пробите стрілою в тому ж напрямку».
Намет лазуровий підбитий сріблом.
Герб вперше подарований польським князем Конрадом Мазовецьким за перемогу над язичниками ще 1246 року. Перша задокументована згадка про герб — 1421 рік. Використовували цей варіант герба більше ніж 250 шляхетських родів. Рід Кизимовських використовує герб з 1648 року.

## Освіта
- Чернігівська семінарія (1852)
- Київський університет св. Володимира (січень 1857)

## Наукове звання
кандидат природничих наук

## Кар'єра
- учитель природничих наук, фізики та арифметики Полтавської гімназії з 1857 до 1875 року;
- член загальної ради, яка керувала організацією та навчально-методичною роботою недільних шкіл Полтавської губернії (1870—1878);
- директор Полтавського Олександрівського реального училища (1876—1878).

## Чин
Статський радник (з 1875)

## Сім'я
- Батько: Василь Петрович Кизимовський, чернігівський протоієрей, ключарь Чернігівського кафедрального Свято-Преображенського собору, колишній штаб-лікар Ладозького піхотного полку, учасник «Битви народів» біля Лейпцигу в жовтні 1813 року;

- Мати: Ольга Макарівна Кизимовська (Риндовська) з дворян Чернігівської губернії.
- Брат: Петро Васильович Кизимовський (1834—1895), директор Чернігівської гімназії, дійсний статський радник, кавалер ордена Станіслава I ступеню і кавалер ордена Володимира III ступеню.
- Сестра: Олександра Василівна Хижнякова (Кизимовська), одружена з Михайлом Васильовичем Хижняковим, Чернігівським міським головою та головою Чернігівської губернської земської управи,
- Дружина: Софія Іванівна Кизимовська (Антипова).
- Дочка: Марія Михайлівна Андрієвська (Кизимовська), дружина Івана Андрієвського, учителя співу Полтавського кадетського корпусу.

## Смерть
Помер від серцевого нападу 11 квітня 1878 р. і похований на зараз зруйнованому новому Полтавському міському цвинтарі.